# Absolute Garbage
Absolute Garbage es el primer grandes éxitos de Garbage. La Edición Limitada es un CD doble que cuenta con una edición de grandes éxitos de la banda y remezclas, y un DVD con los vídeos de Garbage.

## Lista de canciones
1. "Vow" – 4:32
2. "Queer" – 4:37
3. "Only Happy When It Rains" – 3:47
4. "Stupid Girl" (Garbage, Strummer, Mick Jones) – 4:18
5. "Milk" – 3:50
6. "#1 Crush" (Nellee Hooper Remix) – 4:45
7. "Push It" – 4:03
8. "I Think I'm Paranoid" – 3:39
9. "Special" – 3:47
10. "When I Grow Up" – 3:24
11. "You Look So Fine" – 5:22
12. "The World Is Not Enough" (Don Black/David Arnold) – 3:58
13. "Cherry Lips (Go Baby Go!)" – 3:13
14. "Shut Your Mouth" – 3:27
15. "Why Do You Love Me" – 3:53
16. "Bleed Like Me" – 4:01
17. "Tell Me Where It Hurts" – 4:10
18. "It's All Over but the Crying" (Remix) – 3:49

Tema extra en iTunes en Australia y Reino Unido
1. "All the Good in This Life" – 4:20

Edición Especial (Bonus Disc) Remixes
1. "The World Is Not Enough" (UNKLE remix) – 5:01
2. "When I Grow Up" (Danny Tenaglia Remix) – 5:23
3. "Special" (Brothers in Rhythm Remix) – 5:15
4. "Breaking Up the Girl" (Timo Maas Remix) – 5:19
5. "Milk" (Massive Attack Remix) – 4:31
6. "Cherry Lips" (Roger Sánchez Remix) – 5:01
7. "Androgyny" (Felix da Housecat Remix) – 5:29
8. "Queer" (Rabbit in the Moon Remix) – 5:04
9. "I Think I'm Paranoid" (Crystal Method Remix) – 4:25
10. "Stupid Girl" (Todd Terry Remix) – 3:47
11. "You Look So Fine" (Fun Lovin' Criminals Remix) – 3:38
12. "Push It" (Boom Boom Satellites Remix) – 5:22
13. "Bad Boyfriend" (Garbage Remix) – 5:04

## Historial de lanzamiento
| País           | Fecha de lanzamiento    |
| -------------- | ----------------------- |
| Nivel Mundial  | 23 de julio de 2007     |
| Estados Unidos | 24 de julio de 2007     |
| Europa         | 27 de julio de 2007     |
| Canadá         | 31 de julio de 2007     |
| Japón          | 5 de septiembre de 2007 |

## Ventas y posiciones en listas
| País                                                    | Mejor posición | Ventas                                            |
| ------------------------------------------------------- | -------------- | ------------------------------------------------- |
| Australia ARIA Albums chart                             | 18             |                                                   |
| Bélgica (Flandes) Álbumes                               | 38             |                                                   |
| Bélgica (Valonia) Álbum                                 | 24             |                                                   |
| Canadá Album chart                                      | 43             |                                                   |
| Alemania Media Control Top 100                          | 68             |                                                   |
| Irlanda IRMA Albums chart                               | 22             |                                                   |
| Italia FIMI Álbumes                                     | 79             |                                                   |
| Suiza IFPI Álbumes                                      | 77             |                                                   |
| UK Albums Chart                                         | 11             | 13 372 ventas en la primera semana de lanzamiento |
| EE. UU. Billboard 200                                   | 68             | 66 000                                            |
| EE. UU. Billboard Comprehensive Albums                  | 68             |                                                   |
| Billboard Top Internet Albums de EE. UU.                | 9              |                                                   |
| Billboard Top Rock Albums de EE. UU.                    | 24             |                                                   |
| Billboard Top Modern Rock/Alternative Albums de EE. UU. | 25             |                                                   |
| Billboard European Top 100 Albums                       | 35             |                                                   |

## Absolute Garbage DVD

### Lista de canciones
1. "Vow" (Director: Samuel Bayer)
2. "Queer" (Director: Stéphane Sednaoui)
3. "Only Happy When It Rains" (Director: Samuel Bayer)
4. "Stupid Girl" (Director: Samuel Bayer)
5. "Milk" (Director: Stéphane Sednaoui)
6. "Push It" (Director: Andrea Giacobbe)
7. "I Think I'm Paranoid" (Director: Matthew Rolston)
8. "Special" (Director: Dawn Shadforth)
9. "When I Grow Up" (Director: Sophie Muller)
10. "You Look So Fine" (Director: Stéphane Sednaoui)
11. "The World Is Not Enough" (Director: Philipp Stolzl)
12. "Cherry Lips" (Director: Joseph Kahn)
13. "Shut Your Mouth" (Director: Elliot Chaffer)
14. "Why Do You Love Me" (Director: Sophie Muller)
15. "Bleed Like Me" (Director: Sophie Muller)
16. "Tell Me Where It Hurts" (Director: Sophie Muller)

Bonus documental
1. "Thanks For Your Uhh Support"

- Productor, Montaje, Cámara: Greg Kaplan
- Coproductor, Editor Asistente: Rafaela Monfradini
- Metraje Adicional: Garbage

## Historial de lanzamiento de DVD
| País         | Fecha de Lanzamiento |
| ------------ | -------------------- |
| Reino Unido  | 23 de julio de 2007  |
| Norteamérica | 24 de julio de 2007  |
| Alemania     | 24 de agosto de 2007 |